# Miramar Misiones
Club Sportivo Miramar Misiones, även kallad Miramar Misiones, är en professionell fotbollsklubb i Montevideo, Uruguay. Klubben slogs samman 25 juni 1980 av Club Sportivo Miramar och Misiones Football Club. Club Sportivo Miramar grundades den 26 mars, 1906 och Misiones Football Club den 17 oktober, 1915. Klubben spelar sina hemmamatcher på Parque Luis Méndez Piana.
1976 slogs klubben Club Sportivo Miramar ihop med den anrika klubben Albion Football Club och spelade under namnet Albion Miramar. Klubben upplöstes efter ett år (två spelsäsonger).